# サバ島の旗

旗の縦横比は2:3

サバ島の旗（サバとうのはた）はカリブ海にあるオランダ領の特別自治体（旧オランダ領アンティル）、サバ島の公式な旗である。
1985年12月6日の自治記念日に130点の公募デザインから島民のダニエル・ジョンソン（当時18歳）のデザインを採用し、地域旗として制定された。